# Todirești (okręg Suczawa)
Todirești – wieś w Rumunii, w okręgu Suczawa, w gminie Todirești. W 2011 roku liczyła 1381 mieszkańców. 